# Grande Prêmio San Giuseppe
O Grande Prêmio San Giuseppe é uma prova de ciclismo italiana de um dia, que se disputa na localidade de Montecassiano (província de Macerata) e seus arredores, no mês de março.
Criou-se em 1985 como corrida amador e até 2005 não foi profissional por isso a maioria de ganhadores têm sido italianos. Desde a criação dos Circuitos Continentais da UCI em 2005 faz parte do UCI Europe Tour, dentro da categoria 1.2 (última categoria do profissionalismo).
O seu percurso consiste numa primeira volta de 15 km para depois dar 8 voltas ao circuito definitivo de 19 km que acaba numa pequena subida que conduz ao centro do município.
Está organizada pelo Velo Clube Montecassiano.

## Palmarés
Em amarelo: edição amador.
| Ano  | Ganhador             | Segundo           | Terceiro            |
| ---- | -------------------- | ----------------- | ------------------- |
| 1985 | Marcello Bartalini   |                   |                     |
| 1986 | Fabio Roscioli       |                   |                     |
| 1987 | Tiziano Brichese     |                   |                     |
| 1988 | Andrea Solagna       |                   |                     |
| 1989 | Stefano Casagrande   |                   |                     |
| 1990 | Daniele Bruschi      |                   |                     |
| 1991 | Flavio Anastasia     |                   |                     |
| 1992 | Stefano Dante        |                   |                     |
| 1993 | Giuseppe Soldi       |                   |                     |
| 1994 | Alessandro Calzolari |                   |                     |
| 1995 | Alan Palotto         |                   |                     |
| 1996 | Stefano De Mauri     |                   |                     |
| 1997 | Moreno Di Biase      |                   |                     |
| 1998 | Nicola Ramacciotti   |                   |                     |
| 1999 | Mirko Marini         |                   |                     |
| 2000 | Roberto Savoldi      |                   |                     |
| 2001 | Samuele Vecchi       |                   |                     |
| 2002 | Antonio Aldape       |                   |                     |
| 2003 | Aleksandr Kuschynski | Gianluca Cavalli  | Gianluca Coletta    |
| 2004 | Mirko Allegrini      | Giairo Ermeti     | Alexey Shchebelin   |
| 2005 | Martin Pedersen      | Maurizio Giardini | Matteo Priamo       |
| 2006 | Antonio Bucciero     | Marco Zanella     | David Garbelli      |
| 2007 | Andrey Solomennikov  | Vladimir Autko    | Wojciech Dybel      |
| 2008 | Damian Walczak       | Etienne Pieret    | Wojciech Dybel      |
| 2009 | Alessandro Malaguti  | Sergey Kolesnikov | Adriano Malori      |
| 2010 | Enrico Battaglin     | Maurizio Gorato   | Giuseppe Dize Salvo |
| 2011 | Enrico Battaglin     | Massimo D'Elpidio | Alfio Locatelli     |
| 2012 | Ilya Gorodnichev     | Manuel Capillo    | Matteo Belli        |
| 2013 | Luca Chirico         | Paolo Colonna     | Luca Benedetti      |
| 2014 | Nicola Gaffurini     | Matteo Marcolin   | Giacomo Berlato     |
| 2015 | Gianni Moscon        | Nicola Bagioli    | Filippo Ganna       |

## Palmarés por países
| País         | Vitórias |
| ------------ | -------- |
| Itália       | 28       |
| Rússia       | 2        |
| Bielorrússia | 1        |
| Dinamarca    | 1        |
| México       | 1        |
| Polónia      | 1        |